# Aire urbaine de Miramas
L'unité urbaine de Miramas est une ancienne agglomération française bi-communale centrée sur la commune de Miramas, dans les Bouches-du-Rhône. Absorbée par l'unité urbaine de Marseille-Aix-en-Provence dans les années 2000, elle y a été intégrée par l'INSEE lors du redécoupage de 2010.
L'unité urbaine de Miramas avait le même périmètre que l'aire urbaine de Miramas, 202e aire urbaine de métropole en 1999, intégrée depuis 2011 à l'aire urbaine de Marseille-Aix-en-Provence.

## Caractéristiques
D'après la définition qu'en donne l'INSEE, l'aire urbaine de Miramas est composée de 2 communes, situées dans les Bouches-du-Rhône. Ses 32 603 habitants font d'elle la 202e aire urbaine de France.
2 communes de l'aire urbaine sont des pôles urbains.
Le tableau suivant détaille la répartition de l'aire urbaine sur le département (les pourcentages s'entendent en proportion du département) :
| Département      | Communes | Communes (%) | Superficie (km²) | Superficie (%) | Population (1999) | Population (%) |
| ---------------- | -------- | ------------ | ---------------- | -------------- | ----------------- | -------------- |
| Bouches-du-Rhône | 2        | 1,7          | 52,41            | 1,0            | 32 603            | 1,6            |

## Communes
Voici la liste des communes françaises de l'aire urbaine de Miramas.
| Code INSEE | Commune      | Type        | Département      | Superficie (km²) | Population (1999) | Densité (hab./km²) |
| ---------- | ------------ | ----------- | ---------------- | ---------------- | ----------------- | ------------------ |
| 13063      | Miramas      | Pôle urbain | Bouches-du-Rhône | +0025,7          | +00025 257,       | +00981,            |
| 13092      | Saint-Chamas | Pôle urbain | Bouches-du-Rhône | +0026,71         | +0 0007 346,      | +00275,            |
|            | Total        |             |                  | +0052,41         | +00032 603,       | +00622,            |